# Grand Prix Włoch 2012
Grand Prix Włoch 2012 (oficjalnie Formula 1 Gran Premio Santander d’Italia 2012) – trzynasta runda Mistrzostw Świata Formuły 1 w sezonie 2012.

## Lista startowa
Na niebieskim tle kierowcy biorący udział jedynie w piątkowych treningach
| Nr | Kierowca           | Zespół                        | Samochód          | Silnik               | Opony |
| -- | ------------------ | ----------------------------- | ----------------- | -------------------- | ----- |
| 1  | Sebastian Vettel   | Red Bull Racing               | Red Bull RB8      | Renault RS27-2012    | P     |
| 2  | Mark Webber        | Red Bull Racing               | Red Bull RB8      | Renault RS27-2012    | P     |
| 3  | Jenson Button      | Vodafone McLaren Mercedes     | McLaren MP4-27    | Mercedes-Benz FO108Y | P     |
| 4  | Lewis Hamilton     | Vodafone McLaren Mercedes     | McLaren MP4-27    | Mercedes-Benz FO108Y | P     |
| 5  | Fernando Alonso    | Scuderia Ferrari              | Ferrari F2012     | Ferrari 056          | P     |
| 6  | Felipe Massa       | Scuderia Ferrari              | Ferrari F2012     | Ferrari 056          | P     |
| 7  | Michael Schumacher | Mercedes AMG Petronas F1 Team | Mercedes F1 W03   | Mercedes-Benz FO108Y | P     |
| 8  | Nico Rosberg       | Mercedes AMG Petronas F1 Team | Mercedes F1 W03   | Mercedes-Benz FO108Y | P     |
| 9  | Kimi Räikkönen     | Lotus F1 Team                 | Lotus E20         | Renault RS27-2012    | P     |
| 10 | Jérôme d’Ambrosio  | Lotus F1 Team                 | Lotus E20         | Renault RS27-2012    | P     |
| 11 | Paul di Resta      | Sahara Force India F1 Team    | Force India VJM05 | Mercedes-Benz FO108Y | P     |
| 11 | Jules Bianchi      | Sahara Force India F1 Team    | Force India VJM05 | Mercedes-Benz FO108Y | P     |
| 12 | Nico Hülkenberg    | Sahara Force India F1 Team    | Force India VJM05 | Mercedes-Benz FO108Y | P     |
| 14 | Kamui Kobayashi    | Sauber F1 Team                | Sauber C31        | Ferrari 056          | P     |
| 15 | Sergio Pérez       | Sauber F1 Team                | Sauber C31        | Ferrari 056          | P     |
| 16 | Daniel Ricciardo   | Scuderia Toro Rosso           | Toro Rosso STR7   | Ferrari 056          | P     |
| 17 | Jean-Éric Vergne   | Scuderia Toro Rosso           | Toro Rosso STR7   | Ferrari 056          | P     |
| 18 | Pastor Maldonado   | Williams F1                   | Williams FW34     | Renault RS27-2012    | P     |
| 19 | Bruno Senna        | Williams F1                   | Williams FW34     | Renault RS27-2012    | P     |
| 19 | Valtteri Bottas    | Williams F1                   | Williams FW34     | Renault RS27-2012    | P     |
| 20 | Heikki Kovalainen  | Caterham F1 Team              | Caterham CT01     | Renault RS27-2012    | P     |
| 21 | Witalij Pietrow    | Caterham F1 Team              | Caterham CT01     | Renault RS27-2012    | P     |
| 22 | Pedro de la Rosa   | HRT F1 Team                   | HRT F112          | Cosworth CA2012      | P     |
| 23 | Narain Karthikeyan | HRT F1 Team                   | HRT F112          | Cosworth CA2012      | P     |
| 23 | Ma Qinghua         | HRT F1 Team                   | HRT F112          | Cosworth CA2012      | P     |
| 24 | Timo Glock         | Marussia F1 Team              | Marussia MR-01    | Cosworth CA2012      | P     |
| 25 | Charles Pic        | Marussia F1 Team              | Marussia MR-01    | Cosworth CA2012      | P     |
| Nr | Kierowca           | Zespół                        | Samochód          | Silnik               | Opony |

## Wyniki

### Sesje treningowe
| Sesja | Nr | Kierowca           | Konstruktor      | Czas     | Okr. |
| ----- | -- | ------------------ | ---------------- | -------- | ---- |
| 1     | 7  | Michael Schumacher | Mercedes         | 1:25,422 | 26   |
| 2     | 4  | Lewis Hamilton     | McLaren-Mercedes | 1:25,290 | 32   |
| 3     | 4  | Lewis Hamilton     | McLaren-Mercedes | 1:24,578 | 18   |

### Kwalifikacje
Źródło: Wyprzedź Mnie!
| Poz. | Nr | Kierowca           | Konstruktor          | Q1       | Q2       | Q3       | Poz. s. |
| --- | --- | ------------------ | -------------------- | -------- | -------- | -------- | ------- |
| 1 | 4 | Lewis Hamilton     | McLaren-Mercedes     | 1:24,211 | 1:24,394 | 1:24,010 | 1       |
| 2 | 3 | Jenson Button      | McLaren-Mercedes     | 1:24,672 | 1:24,255 | 1:24,133 | 2       |
| 3 | 6 | Felipe Massa       | Ferrari              | 1:24,882 | 1:24,505 | 1:24,247 | 3       |
| 4 | 11 | Paul di Resta      | Force India-Mercedes | 1:24,875 | 1:24,345 | 1:24,304 | 9       |
| 5 | 7 | Michael Schumacher | Mercedes             | 1:25,302 | 1:24,675 | 1:24,540 | 4       |
| 6 | 1 | Sebastian Vettel   | Red Bull-Renault     | 1:25,011 | 1:24,687 | 1:24,802 | 5       |
| 7 | 8 | Nico Rosberg       | Mercedes             | 1:24,689 | 1:24,515 | 1:24,833 | 6       |
| 8 | 9 | Kimi Räikkönen     | Lotus-Renault        | 1:25,151 | 1:24,742 | 1:24,855 | 7       |
| 9 | 14 | Kamui Kobayashi    | Sauber-Ferrari       | 1:25,317 | 1:24,683 | 1:25,109 | 8       |
| 10 | 5 | Fernando Alonso    | Ferrari              | 1:24,175 | 1:24,242 | 1:25,678 | 10      |
| 11 | 2 | Mark Webber        | Red Bull-Renault     | 1:25,556 | 1:24,809 | –        | 11      |
| 12 | 18 | Pastor Maldonado   | Williams-Renault     | 1:25,103 | 1:25,042 | –        | 22      |
| 13 | 15 | Sergio Pérez       | Sauber-Ferrari       | 1:25,300 | 1:24,901 | –        | 12      |
| 14 | 19 | Bruno Senna        | Williams-Renault     | 1:25,135 | 1:25,042 | –        | 13      |
| 15 | 16 | Daniel Ricciardo   | Toro Rosso-Ferrari   | 1:25,728 | 1:25,312 | –        | 14      |
| 16 | 10 | Jérôme d’Ambrosio  | Lotus-Renault        | 1:25,834 | 1:25,408 | –        | 15      |
| 17 | 17 | Jean-Éric Vergne   | Toro Rosso-Ferrari   | 1:25,649 | 1:25,441 | –        | 16      |
| 18 | 20 | Heikki Kovalainen  | Caterham-Renault     | 1:26,382 | –        | –        | 17      |
| 19 | 21 | Witalij Pietrow    | Caterham-Renault     | 1:26,887 | –        | –        | 18      |
| 20 | 24 | Timo Glock         | Marussia-Cosworth    | 1:27,039 | –        | –        | 19      |
| 21 | 25 | Charles Pic        | Marussia-Cosworth    | 1:27,073 | –        | –        | 20      |
| 22 | 23 | Narain Karthikeyan | HRT-Cosworth         | 1:27,441 | –        | –        | 21      |
| 23 | 22 | Pedro de la Rosa   | HRT-Cosworth         | 1:27,629 | –        | –        | 23      |
| | 12 | Nico Hülkenberg    | Force India-Mercedes | –        | –        | –        | 24      |
| Poz. | Nr | Kierowca           | Konstruktor          | Q1       | Q2       | Q3       | Poz. s. |
| \| Legenda \| Legenda \| \| ------------------------ \| ---------------------------------------------------------------------------------------------------------------------------------------------------------------------------------------------------------------------------------------------------------------- \| \| Poz. Nr Q1 Q2 Q3 Poz. s. \| Pozycja zajęta w sesji kwalifikacyjnej Numer startowy kierowcy Wynik uzyskany w pierwszej części kwalifikacji Wynik uzyskany w drugiej części kwalifikacji Wynik uzyskany w trzeciej części kwalifikacji Pozycja startowa po uwzględnięniu kar, przesunięć, itp. \| | |                    |                      |          |          |          |         |
| Legenda | |                    |                      |          |          |          |         |
| Poz. Nr Q1 Q2 Q3 Poz. s. | Pozycja zajęta w sesji kwalifikacyjnej Numer startowy kierowcy Wynik uzyskany w pierwszej części kwalifikacji Wynik uzyskany w drugiej części kwalifikacji Wynik uzyskany w trzeciej części kwalifikacji Pozycja startowa po uwzględnięniu kar, przesunięć, itp. |                    |                      |          |          |          |         |

### Wyścig

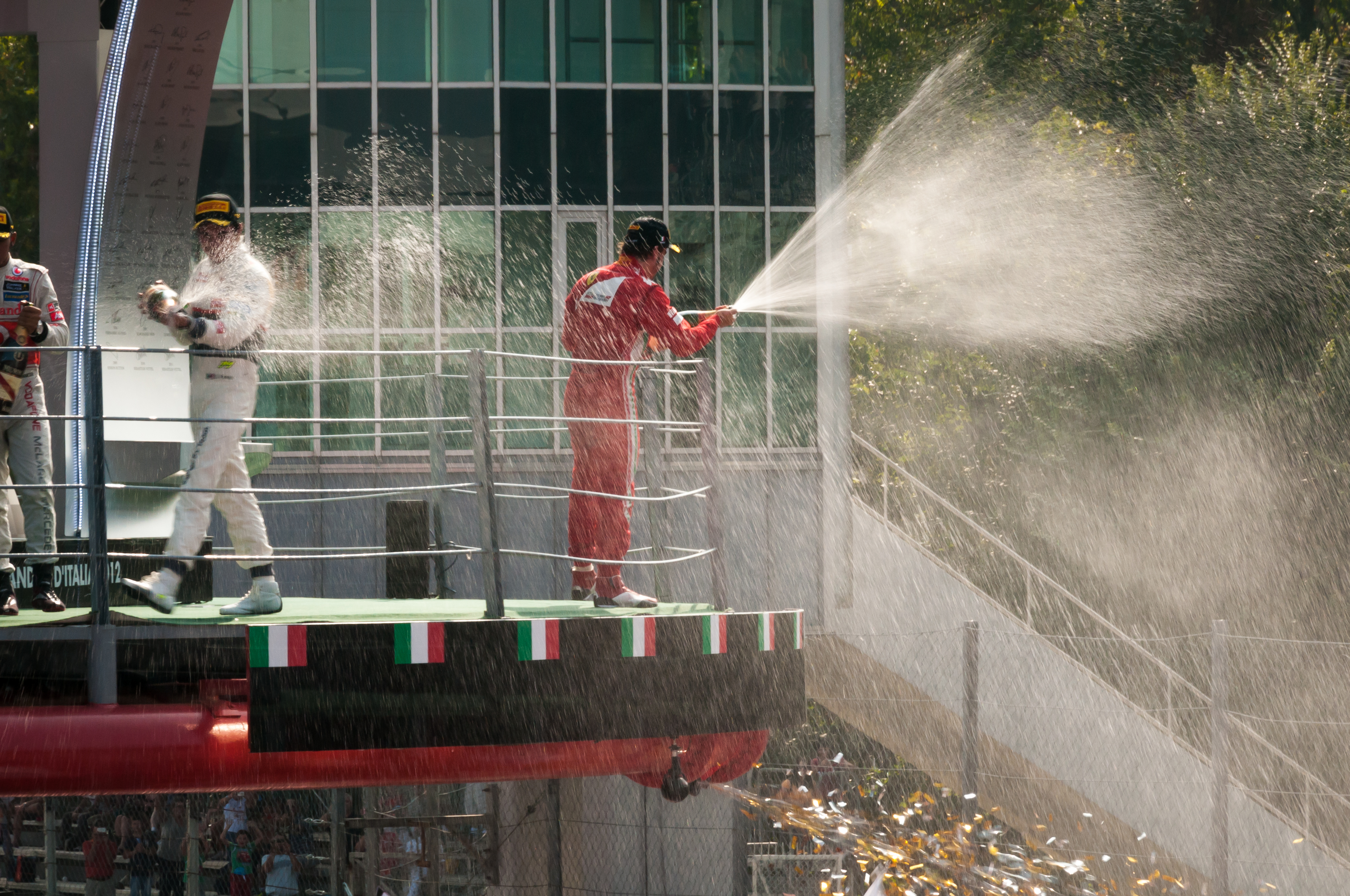
Lewis Hamilton, Sergio Pérez i Fernando Alonso na podium po wyścigu

Źródło: Wyprzedź Mnie!
| P                 | + / –     | Nr | Kierowca           | Konstruktor          | Okr. | Czas / Strata    | Komentarz |
| ----------------- | --------- | -- | ------------------ | -------------------- | ---- | ---------------- | --------- |
| 1                 | Bez zmian | 4  | Lewis Hamilton     | McLaren-Mercedes     | 53   | 1h19m41,221      |           |
| 2                 | 10        | 15 | Sergio Pérez       | Sauber-Ferrari       | 53   | +0:04,356        |           |
| 3                 | 7         | 5  | Fernando Alonso    | Ferrari              | 53   | +0:20,594        |           |
| 4                 | 1         | 6  | Felipe Massa       | Ferrari              | 53   | +0:29,667        |           |
| 5                 | 2         | 9  | Kimi Räikkönen     | Lotus-Renault        | 53   | +0:30,881        |           |
| 6                 | 2         | 7  | Michael Schumacher | Mercedes             | 53   | +0:31,259        |           |
| 7                 | 1         | 8  | Nico Rosberg       | Mercedes             | 53   | +0:33,550        |           |
| 8                 | 1         | 11 | Paul di Resta      | Force India-Mercedes | 53   | +0:41,057        |           |
| 9                 | 1         | 14 | Kamui Kobayashi    | Sauber-Ferrari       | 53   | +0:43,898        |           |
| 10                | 3         | 19 | Bruno Senna        | Williams-Renault     | 53   | +0:48,144        |           |
| 11                | 11        | 18 | Pastor Maldonado   | Williams-Renault     | 53   | +0:48,682        |           |
| 12                | 2         | 16 | Daniel Ricciardo   | Toro Rosso-Ferrari   | 53   | +0:50,316        |           |
| 13                | 2         | 10 | Jérôme d’Ambrosio  | Lotus-Renault        | 53   | +1:15,861        |           |
| 14                | 3         | 20 | Heikki Kovalainen  | Caterham-Renault     | 52   | +1 okr. (1 okr.) |           |
| 15                | 3         | 21 | Witalij Pietrow    | Caterham-Renault     | 52   | +1 okr. (00,199) |           |
| 16                | 4         | 25 | Charles Pic        | Marussia-Cosworth    | 52   | +1 okr. (10,921) |           |
| 17                | 2         | 24 | Timo Glock         | Marussia-Cosworth    | 52   | +1 okr. (27,393) |           |
| 18                | 5         | 22 | Pedro de la Rosa   | HRT-Cosworth         | 52   | +1 okr. (12,032) |           |
| 19                | 2         | 23 | Narain Karthikeyan | HRT-Cosworth         | 52   | +1 okr. (14,868) |           |
| 20                | 9         | 2  | Mark Webber        | Red Bull-Renault     | 51   | wycofał się      |           |
| 21                | 3         | 12 | Nico Hülkenberg    | Force India-Mercedes | 50   | hamulce          |           |
| 22                | 17        | 1  | Sebastian Vettel   | Red Bull-Renault     | 47   | alternator       | [ a ]     |
| Niesklasyfikowani |           |    |                    |                      |      |                  |           |
|                   |           | 3  | Jenson Button      | McLaren-Mercedes     | 32   | układ paliwowy   |           |
|                   |           | 17 | Jean-Éric Vergne   | Toro Rosso-Ferrari   | 8    | zawieszenie      |           |
| P                 | + / –     | Nr | Kierowca           | Konstruktor          | Okr. | Czas / Strata    | Komentarz |

### Najszybsze okrążenie
Źródło: Wyprzedź Mnie!
| Nr | Kierowca     | Konstruktor | Czas     | Okr. |
| -- | ------------ | ----------- | -------- | ---- |
| 8  | Nico Rosberg | Mercedes    | 1:27,239 | 53   |

## Prowadzenie w wyścigu
| Nr                              | Kierowca       | Okrążenia   | Suma |
| ------------------------------- | -------------- | ----------- | ---- |
| 4                               | Lewis Hamilton | 1-23; 29-53 | 47   |
| 15                              | Sergio Pérez   | 23-29       | 6    |
| \| Wykres \| \| ------ \| \| \| |                |             |      |
| Wykres                          |                |             |      |
|                                 |                |             |      |

## Klasyfikacja po wyścigu

### Kierowcy
| P  | +/− | Kierowca           | Starty | Punkty | P1 | P2 | P3 | PP | NO | NS |
| -- | --- | ------------------ | ------ | ------ | -- | -- | -- | -- | -- | -- |
| 1  | 0   | Fernando Alonso    | 13     | 179    | 3  | 2  | 2  | 2  | –  | 1  |
| 2  | +3  | Lewis Hamilton     | 13     | 142    | 3  | –  | 3  | 4  | –  | 2  |
| 3  | +1  | Kimi Räikkönen     | 13     | 141    | –  | 3  | 3  | –  | 2  | –  |
| 4  | −2  | Sebastian Vettel   | 13     | 140    | 1  | 2  | 1  | 3  | 3  | 1  |
| 5  | −2  | Mark Webber        | 13     | 132    | 2  | –  | –  | 1  | –  | –  |
| 6  | 0   | Jenson Button      | 13     | 101    | 2  | 2  | –  | 1  | 1  | 1  |
| 7  | 0   | Nico Rosberg       | 13     | 83     | 1  | 1  | –  | 1  | 2  | –  |
| 8  | 0   | Romain Grosjean    | 12     | 76     | –  | 1  | 2  | –  | 1  | 5  |
| 9  | 0   | Sergio Pérez       | 13     | 65     | –  | 2  | 1  | –  | 1  | 3  |
| 10 | +1  | Felipe Massa       | 13     | 47     | –  | –  | –  | –  | –  | 1  |
| 11 | −1  | Michael Schumacher | 13     | 43     | –  | –  | 1  | –  | 1  | 6  |
| 12 | 0   | Kamui Kobayashi    | 13     | 35     | –  | –  | –  | –  | 1  | 3  |
| 13 | +2  | Paul di Resta      | 13     | 32     | –  | –  | –  | –  | –  | 1  |
| 14 | −1  | Nico Hülkenberg    | 13     | 31     | –  | –  | –  | –  | –  | 1  |
| 15 | −1  | Pastor Maldonado   | 13     | 29     | 1  | –  | –  | 1  | –  | 3  |
| 16 | 0   | Bruno Senna        | 13     | 25     | –  | –  | –  | –  | 1  | 1  |
| 17 | 0   | Jean-Éric Vergne   | 13     | 8      | –  | –  | –  | –  | –  | 2  |
| 18 | 0   | Daniel Ricciardo   | 13     | 4      | –  | –  | –  | –  | –  | 1  |
| 19 | +1  | Heikki Kovalainen  | 13     | 0      | –  | –  | –  | –  | –  | 1  |
| 20 | −1  | Witalij Pietrow    | 12     | 0      | –  | –  | –  | –  | –  | 3  |
| 21 | N   | Jérôme d’Ambrosio  | 1      | 0      | –  | –  | –  | –  | –  | –  |
| 22 | −1  | Timo Glock         | 12     | 0      | –  | –  | –  | –  | –  | 1  |
| 23 | −1  | Charles Pic        | 13     | 0      | –  | –  | –  | –  | –  | 3  |
| 24 | −1  | Narain Karthikeyan | 12     | 0      | –  | –  | –  | –  | –  | 4  |
| 25 | −1  | Pedro de la Rosa   | 12     | 0      | –  | –  | –  | –  | –  | 2  |
| P  | +/− | Kierowca           | Starty | Punkty | P1 | P2 | P3 | PP | NO | NS |

### Konstruktorzy
| P  | +/− | Konstruktor          | Starty | Punkty | P1 | P2 | P3 | PP | NO | NS |
| -- | --- | -------------------- | ------ | ------ | -- | -- | -- | -- | -- | -- |
| 1  | 0   | Red Bull-Renault     | 26     | 272    | 3  | 2  | 1  | 4  | 3  | 1  |
| 2  | 0   | McLaren-Mercedes     | 26     | 243    | 5  | 2  | 3  | 5  | 1  | 3  |
| 3  | +1  | Ferrari              | 26     | 226    | 3  | 2  | 2  | 2  | –  | 2  |
| 4  | −1  | Lotus-Renault        | 26     | 217    | –  | 4  | 5  | –  | 3  | 5  |
| 5  | 0   | Mercedes             | 26     | 126    | 1  | 1  | 1  | 1  | 3  | 6  |
| 6  | 0   | Sauber-Ferrari       | 26     | 100    | –  | 2  | 1  | –  | 2  | 5  |
| 7  | 0   | Force India-Mercedes | 26     | 63     | –  | –  | –  | –  | –  | 2  |
| 8  | 0   | Williams-Renault     | 26     | 54     | 1  | –  | –  | 1  | 1  | 4  |
| 9  | 0   | Toro Rosso-Ferrari   | 26     | 12     | –  | –  | –  | –  | –  | 4  |
| 10 | 0   | Caterham-Renault     | 25     | 0      | –  | –  | –  | –  | –  | 4  |
| 11 | 0   | Marussia-Cosworth    | 25     | 0      | –  | –  | –  | –  | –  | 4  |
| 12 | 0   | HRT-Cosworth         | 24     | 0      | –  | –  | –  | –  | –  | 6  |
| P  | +/− | Konstruktor          | Starty | Punkty | P1 | P2 | P3 | PP | NO | NS |